# More Than Just a Residency
More Than Just a Residency, talvolta nota anche come Kylie Minogue at Voltaire, è stato il primo residency show della cantautrice australiana Kylie Minogue, a seguito della pubblicazione del suo sedicesimo album in studio Tension nel 2023.
La serie di concerti è stata annunciata nel luglio del 2023 e si è svolta al Voltaire del The Venetian di Las Vegas dal 3 novembre 2023 al 4 maggio 2024.
La struttura in cui si è esibita era in grado di ospitare mille spettatori.

## Sviluppo

### Antefatti
All’inizio della fase promozionale del suo sedicesimo album in studio, Tension, previsto per il 2023, a Kylie è stato spesso chiesto dai media se avesse intenzione di tornare in tour, in particolare in Nord America, o se stesse valutando una residency a Las Vegas. Durante la sua partecipazione al programma Watch What Happens Live with Andy Cohen, è stato proprio Andy Cohen a porle la domanda, alla quale Kylie ha risposto: «Molto probabilmente». Le voci si sono moltiplicate quando la cantante ha pubblicato sui suoi social un video di quell’interazione, montato insieme a post dei fan che chiedevano una residency e a conversazioni che citavano la canzone Vegas High, tratta dal nuovo album.
Il progetto More Than Just a Residency è stato annunciato ufficialmente il 28 luglio 2023 tramite i canali social di Kylie, con un video di trenta secondi che mostrava spezzoni di performance e le date della residency, il tutto accompagnato da Vegas High in sottofondo.

In un comunicato stampa, Kylie ha dichiarato che lo spettacolo era in preparazione da tre anni e ha aggiunto di aver trovato il momento giusto «a metà strada» della sua carriera, quando ha sentito di essersi «guadagnata il diritto» di esibirsi a Las Vegas.
Voglio che sia l’essenza di ciò che uno show di Kylie è diventato: abbastanza glamour e libertà. Ho preparato versioni inedite di alcuni brani, reinterpretazioni che trovo molto stimolanti. Ci saranno coreografie sensuali dal vivo, costumi straordinari. Questa è la base, poi vedremo quali sorprese riusciremo a inventare.

### Merchandising
Non è stato, come di consueto, realizzato un tour book commemorativo dell'evento, tuttavia non è mancata un'ampia selezione di merchandising. Tra questi, il pacchetto "travel package exclusive commemorative gitft" includeva un vinile autografato di Tension, una bottiglia di Kylie Minogue Wines, una barretta di cioccolata, un bicchiere termico, un beauty case, un braccialetto Padam Padam, un Apple AirTag con relativo portachiavi, una borsa shopper nera e un biglietto commemorativo incorniciato.

### Costumi
Kylie indossa durante lo spettacolo 4 diversi outfit, tre dei quali realizzati dalla maison Dolce & Gabbana, con la quale collabora dai tempi del KylieFever2002. Questa risulta pertanto la sesta tournée per cui il duo di stilisti italiani disegna gli abiti di scena per la cantante. 
In particolare, per la prima apparizione, Minogue ha sfoggiato un abito su misura in frange di rete dorata con paillettes e cristalli, abbinato a un paio di stivali in metallo dorato.
Successivamente, ha indossato un abito asimmetrico in vinile drappeggiato, sovrapposto a un body in tulle ricamato, completando il look con stivali in vinile. Ha aggiunto un paio di guanti in vernice con zip a vista e un mantello nero in rete di Swarovski applicata su organza di seta.
Infine, ha indossato un altro abito in vinile rosso drappeggiato con dettagli cut-out e steccature a vista, abbinato a pantaloni svasati in vinile e stivali coordinati. Un mantello da opera in chiffon lungo fino a terra e una cintura personalizzata a catena con lettere argentate hanno completato l’outfit. Quest’ultima è un richiamo alle cinture indossate durante la Fever era (2001-2002). 

## Successo commerciale
La residency di Kylie ha registrato un'enorme richiesta di biglietti, con le prime dieci date andate esaurite nel giro di poche ore. Inizialmente si sono verificati alcuni problemi durante la prima fase di vendita, ma l’interesse travolgente ha spinto i responsabili del teatro ad accontentare i fan annunciando altre dieci date. Anche questa seconda tranche di spettacoli è andata sold out in appena 30 minuti.
È stata buona anche l'accoglienza per gli spettacoli di Christina Aguilera, che ha inaugurato insieme alla Mingoue lo spazio Voltaire, con il suo Christina Aguilera at Voltaire.

## Sinossi
Atto I: Lo spettacolo si apre con un'introduzione che fonde elementi di Magic e Can't Get You Out of My Head. A seguire, parte il countdown di Light Years, che conduce a una versione abbreviata del brano, iniziando direttamente dal bridge. Successivamente, Kylie esegue versioni ridotte di Supernova e Your Disco Needs You. A partire dalla seconda serata, Supernova viene ridotta a una semplice transizione tra Light Years e Your Disco Needs You.Segue una nuova versione di Come into My World, che inizia come ballata per poi trasformarsi in un remix dance. Dopo un momento di dialogo con il pubblico, Kylie presenta Vegas High. In seguito, propone versioni accorciate di In Your Eyes e Get Outta My Way, chiudendo così la prima parte dello show.
Atto II: Il secondo atto si apre con Tension, durante il quale Kylie appare in scena con un abito in PVC nero. Si passa poi a Slow, remixara con Love to Love You Baby nella medesima versione di Infinite Disco. Successivamente, interpreta Hold On to Now. Dopo una cover di Can't Help Falling in Love di Elvis Presley, conclude la sezione con Confide in Me.
Atto III: Il terzo atto prende il via con un interludio di Magic, accompagnato da acrobati aerei, seguito da un nuovo remix di Spinning Around che include un estratto di Got to Be Real. Dopo un'altra breve conversazione con il pubblico, Kylie propone un remix energico di The Loco-Motion. Il corpo centrale dello spettacolo si conclude con All the Lovers.
Encore: L'encore si apre con Padam Padam, introdotto da un preludio esteso, con Kylie in cima a una piattaforma completamente vestita di rosso. In seguito, esegue nuovamente Can't Get You Out of My Head e chiude il concerto con Love at First Sight.

## Scaletta
Atto I
1. Light Years
2. Your Disco Needs You
3. Come into My World
4. Vegas High
5. In Your Eyes
6. Get Outta My Way

Atto II
1. Tension
2. Slow / Love to Love You Baby
3. Hold on to Now
4. Can't Help Falling in Love
5. Confide in Me

Atto III
1. Spinning Around
2. The Loco-Motion
3. All the Lovers

Encore
1. Padam Padam
2. Can't Get You Out of My Head
3. Love at First Sight

### Variazioni alla scaletta
- The One è stata eseguita in versione a cappella durante la serata di apertura, prima di Love at First Sight.
- Supernova è stata ridotta a una transizione tra Light Years e Your Disco Needs You a partire dalla seconda serata.
- 10 Out of 10 è stata cantata a cappella durante i concerti del 9 e 11 dicembre 2023 e del 19 gennaio 2024.

## Date
| Date             | Biglietti venduti / Biglietti disponibili | Incasso |
| ---------------- | ----------------------------------------- | ------- |
| 3 novembre 2023  | 20,000/20,000                             | —       |
| 4 novembre 2023  | 20,000/20,000                             | —       |
| 10 novembre 2023 | 20,000/20,000                             | —       |
| 11 novembre 2023 | 20,000/20,000                             | —       |
| 8 dicembre 2023  | 20,000/20,000                             | —       |
| 9 dicembre 2023  | 20,000/20,000                             | —       |
| 15 dicembre 2023 | 20,000/20,000                             | —       |
| 16 dicembre 2023 | 20,000/20,000                             | —       |
| 19 gennaio 2024  | 20,000/20,000                             | —       |
| 20 gennaio 2024  | 20,000/20,000                             | —       |
| 26 gennaio 2024  | 20,000/20,000                             | —       |
| 27 gennaio 2024  | 20,000/20,000                             | —       |
| 8 marzo 2024     | 20,000/20,000                             | —       |
| 9 marzo 2024     | 20,000/20,000                             | —       |
| 15 marzo 2024    | 20,000/20,000                             | —       |
| 16 marzo 2024    | 20,000/20,000                             | —       |
| 26 aprile 2024   | 20,000/20,000                             | —       |
| 27 aprile 2024   | 20,000/20,000                             | —       |
| 3 maggio 2024    | 20,000/20,000                             | —       |
| 4 maggio 2024    | 20,000/20,000                             | —       |